# حرايمي
حرايمي (بالعبرية: חריימה) طبق من السمك في صلصة الطماطم الحارة أصله مغاربي. يشبه إلى حد ما طبق قديم يسمى «شرمولة». يأتي اسم الطبق من اللغة العربية ويعني «محظور» أو «غير قانوني». حرايمي يؤكل تقليديا من قبل اليهود في ليلة الشبات وكذلك في رأس السنة وعيد الفصح. قام المهاجرون المغاربيون اليهود بتعميم الطبق في إسرائيل.

## روابط خارجية
- وصفة حرايمي الحوت - مطبخ نسمة